# Saint-Thiébaud
Saint-Thiébaud is een gemeente in het Franse departement Jura (regio Bourgogne-Franche-Comté) en telt 67 inwoners (2009). De plaats maakt deel uit van het arrondissement Lons-le-Saunier.

## Geografie
De oppervlakte van Saint-Thiébaud bedraagt 7,8 km², de bevolkingsdichtheid is dus 8,6 inwoners per km².

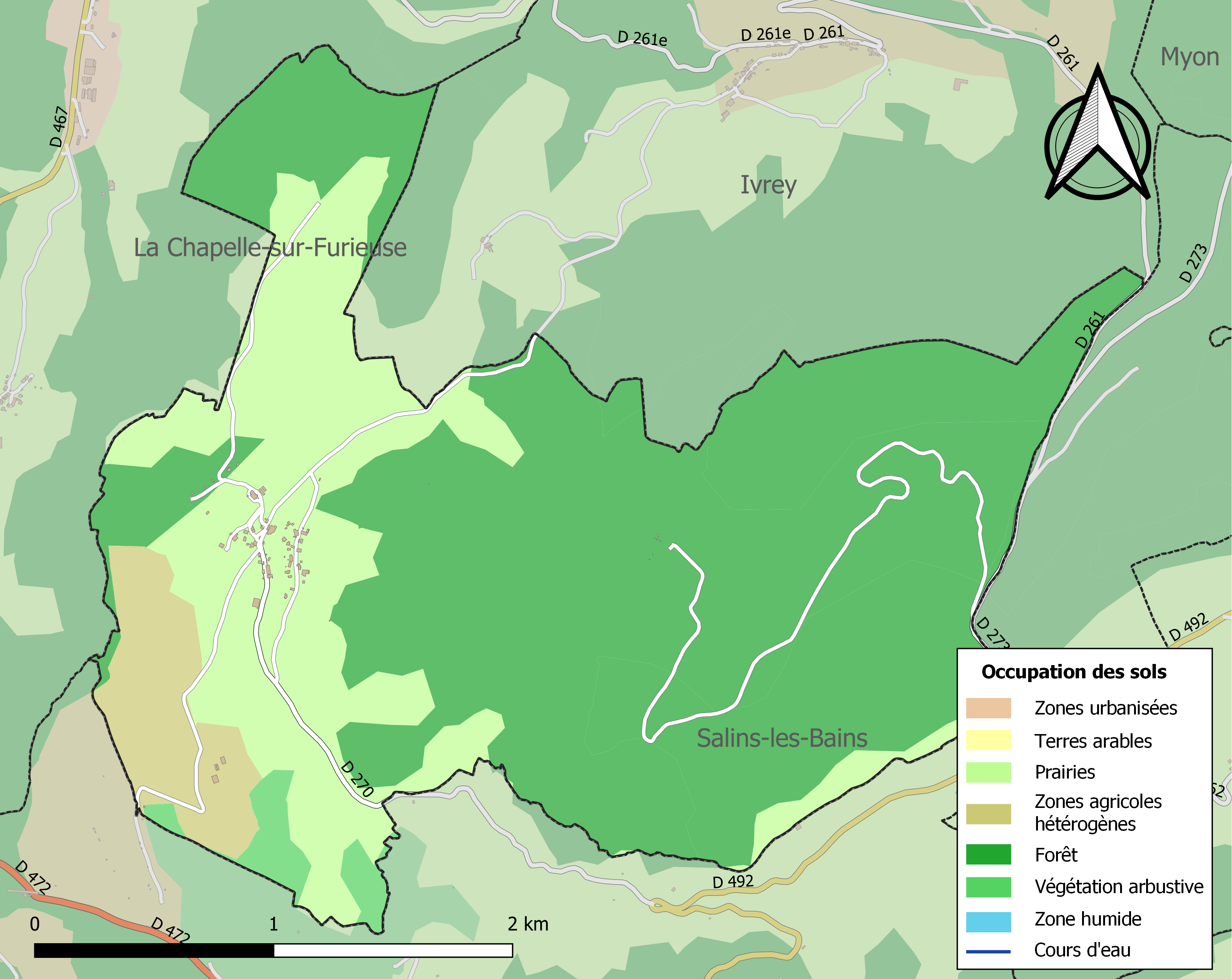
Kaart van de gemeente met de belangrijkste infrastructuur, bodemgebruik en omliggende gemeenten

## Demografie
Onderstaande figuur toont het verloop van het inwonertal (bron: INSEE-tellingen).